# Nossa Senhora da Apresentação (bairro)
Nossa Senhora da Apresentação é um dos sete bairros da zona norte de Natal, capital do estado do Rio Grande do Norte. Surgiu na década de 1980 com a implantação do conjunto Parque dos Coqueiros e se tornou oficialmente um bairro por meio da lei municipal 4 328, de 5 de abril de 1993, na administração do prefeito Aldo Tinôco Filho. Seu nome homenageia a padroeira da cidade, Nossa Senhora da Apresentação. Com 76 177 habitantes no último censo, é o bairro mais populoso da cidade e, ao mesmo tempo, o mais violento, apresentando elevadas taxas de homicídios.
Nele se localiza o Distrito Industrial de Natal (DIN), onde estão instaladas diversas empresas, na sua grande maioria, indústrias; entre elas: a Guararapes Confecções, fábrica das Lojas Riachuelo, a Vicunha, a Três Corações, Nacional Gás entre outras empresas. Também se situam neste bairro o Hospital Pediátrico Maria Alice Fernandes, referência na especialidade de Pediatria no estado do Rio Grande do Norte, e o Hospital Municipal da Mulher e Maternidade Drª. Leide Morais. Suas principais avenidas são: Maranguape, das Fronteiras e Thomaz Landim (BR-101 Norte).